# Куикоча (вулкан)
Куикоча (кечуа Kuykucha, или Kuychikucha, исп. Cuicocha) — потенциально активный вулкан в форме кальдеры в провинции Имбабура в Эквадоре. В кальдере расположено озеро Куикоча. Высота самого высокого купола кальдеры составляет 3246 метров над уровнем моря.

## Физико-географическая характеристика
Кальдера Куикоча расположена у южного подножия стратовулкана Котакачи (4944 метра над уровнем моря), примерно в 60 километрах севернее столицы Эквадора Кито. Оба вулкана, Куикочи и Котакачи, расположены вдоль зоны разлома Отавало-Умпала. Ближайшим крупнейшим населенным пунктом к Куикоча является город Котакачи в 10 километрах восточнее.

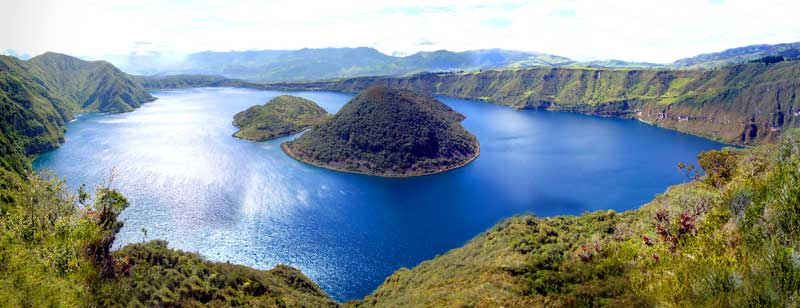
Озеро Куикоча в кальдере

Кальдера имеет диаметр около 3,5 километра, с озером Куикоча посередине глубиной до 148 метров. В центре озера расположены 2 острова, являющихся лавовыми куполами: Теодоро Вольф (Teodoro Wolf) и Иерови (Yerovi). Всего в кальдере насчитывается 5 дацитовых куполов. Название кальдера получила из-за своей формы: в переводе с языка кечуа Kuykucha означает Озеро морских свинок (англ. Lake of guinea pigs). После образования озеро наполнялось дождевой водой, а также гидротермальными источниками. Минеральный состав озера характеризуется повышенной концентрацией карбоната натрия, марганца, кальция и хлоридов.
Кальдера Куикоча вместе с расположенным в ней озером находится на территории экологического заповедника Котакачи — Каяпас (исп. Reserva Ecologica Cotacachi — Cayapas).

## Флора и фауна
В окрестностях озера Куикоча и на островах Теодоро Вольф и Иерови встречается около 400 видов растений, в том числе более 30 видов сосудистых споровых, несколько видов голосеменных, более 80 однодольных и около 240 видов двудольных растений. Среди животных встречаются дикие кролики, броненосцы, скунсы, андские лисицы; много видов птиц: некоторые виды колибри, воробьи, дрозды, совы, утки. Иногда можно встретить кондора.

## Извержения
Вулкан Котакачи образовался в среднем ярусе плейстоцена около 600 000 лет назад. Котакачи был окружён несколькими центрами извержений. Куикоча был самым молодым из них и начал действовать около 10 000 лет назад. Сперва образовался купол Куикоча на южной стороне вулкана Котакачи. В течение почти 5000 лет шло активное образование пирокластических потоков. Примерно 3500 лет назад извержение завершилось значительным выбросом пепла, после чего примерно на 400 лет извержения прекратились. 3100 лет назад произошло мощное извержение (оценочный показатель вулканической эксплозивности (VEI) равнялся 5), сопровождавшееся выбросом лавы объёмом не менее 5 км3. Это извержение сформировало текущую форму кальдеры. После этого на протяжении ещё примерно 200 лет происходили эпизодические извержения, которые завершились лавовыми выбросами, сформировавшими острова Теодоро Вольф и Иерови. Последняя вулканическая активность Куикоча датируется 650 годом н. э.

## Активность вулкана
В настоящее время вулкан считается потенциально активным. На это указывают несколько факторов.
После землетрясения, случившегося в 1987 году в этом регионе, уровень озера резко понизился (на 6 метров за несколько дней). После этого уровень озера постепенно продолжает понижаться. Потери уровня воды достигают 30 сантиметров в год (что соответствует примерно 3000 м3 воды в день). Так как близлежащие озёра не теряют воду в таких количествах, это снижение не может быть объяснено только климатическими причинами. Предположительно, вода уходит через трещины вглубь вулкана, что потенциально увеличивает вероятность фреатомагматического извержения. Среди других факторов, указывающих на потенциальную активность вулкана, отмечались выбросы газа, обнаруженные в нескольких местах на дне озера с зоной наивысшей активности в западной части озера на глубине около 78 метров, а также постепенно увеличивающаяся температура воды (увеличение составляет примерно 0,1 °C в год).
За вулканом ведется наблюдение, в частности за сейсмической активностью региона, деформацией поверхности, температурой воды и гидротермальными источниками.

### Научные исследования
- Eleazar Padróna, Pedro A. Hernándeza, Theofilos Toulkeridisb, Nemesio M. Péreza, Rayco Marreroa, Gladys Meliána, Giorgio Virgilic, Kenji Notsud. Diffuse CO2 emission rate from Pululahua and the lake-filled Cuicocha calderas, Ecuador (англ.) // Journal of Volcanology and Geothermal Research. — 2008. — Vol. 176, no. 1. — P. 163-169. — doi:10.1016/j.jvolgeores.2007.11.023.
- G. Gunkel, C. Beulker, B. Grupe, F. Viteri. Hazards of volcanic lakes: analysis of Lakes Quilotoa and Cuicocha, Ecuador (англ.) // Advances in Geosciences. — 2008. — Vol. 14. — P. 29-33.
- G. Gunkel, C. Beulker. Limnology of the Crater Lake Cuicocha, Ecuador, a Cold Water Tropical Lake (англ.) // International Review of Hydrobiology. — 2009. — Vol. 94, no. 1. — P. 103-125. — doi:10.1002/iroh.200811071.
- G. Gunkel, C. Beulker, B. Grupe, F. Viteri. Survey and assessment of post volcanic activities of a young caldera lake, Lake Cuicocha, Ecuador (англ.) // Natural Hazards and Earth System Sciences. — 2009. — Vol. 9, no. 3. — P. 699-712. — ISSN 1561-8633.
- G. Gunkel, C. Beulker, B. Grupe, U. Gernet, F. Viteri. Aluminium in Lake Cuicocha, Ecuador, an Andean Crater Lake: Filterable, Gelatinous and Microcrystal Al Occurrence (англ.) // Aquatic Geochemistry. — 2011. — Vol. 17, no. 2. — P. 109-127. — ISSN 1573-1421. — doi:10.1007/s10498-010-9114-z.